# Bloc cupulaire de Lachat
Le bloc cupulaire de Lachat est une pierre à cupules située en France, sur la butte de Lachat, à Billième, dans le département de la Savoie, en région Auvergne-Rhône-Alpes.
La pierre fait l'objet d'un classement au titre des monuments historiques depuis le 10 mai 1939.

## Localisation
La pierre est située dans le département français de Savoie, sur la commune de Billième. Avec cinq autres sites, elle fait partie des blocs cupulaires de Billième, une série de pierres à cupules réparties en cercle autour de ce village. Elle se situe à 150 mètres du site des blocs cupulaires du Rocher.

## Historique
Le site a été fouillé en 1983 par Bernard Quinet et en 1990 par Françoise Ballet et Philippe Raffaelli.
La pierre a été classée au titre des monuments historiques le 10 mai 1939.

## Description
Il s'agit d'un bloc erratique tabulaire, creusé de cupules datées de l'Âge du bronze. Il en compte 6. Ce sont de petites dépressions concaves, de forme circulaire ou ovale, de quelques centimètres de diamètre, faites par l'homme.